# Killington
Killington es un pueblo ubicado en el condado de Rutland en el estado estadounidense de Vermont. En el año 2010 tenía una población de 811 habitantes y una densidad poblacional de 6.6 personas por km².

## Geografía
Killington se encuentra ubicado en las coordenadas 43°39′53″N 73°47′36″O / 43.66472, -73.79333.

## Demografía
Según la Oficina del Censo en 2000 los ingresos medios por hogar en la localidad eran de $47,500 y los ingresos medios por familia eran $60,125. Los hombres tenían unos ingresos medios de $36,618 frente a los $27,368 para las mujeres. La renta per cápita para la localidad era de $32,066. Alrededor del 7% de la población estaban por debajo del umbral de pobreza.